# Lathrolestes karenae
Lathrolestes karenae är en stekelart som beskrevs av Ian D. Gauld 1997. Lathrolestes karenae ingår i släktet Lathrolestes och familjen brokparasitsteklar. Inga underarter finns listade i Catalogue of Life.